# 刘青松 (电子竞技运动员)
刘青松（1998年8月20日—），游戏ID：Crisp，中国《英雄联盟》电子竞技运动员，现为WBG电子竞技俱乐部辅助选手，英雄联盟2019赛季全球总决赛冠军成员。
2021年12月15日，刘青松转会BLG电子竞技俱乐部。2022年12月5日，刘青松加入WBG战队。2023年1月6日，刘青松随队加冕首届英雄联盟微博杯冠军。2023年11月19日，在韩国举办的英雄联盟S13全球总决赛中，刘青松所在的WBG以0-3不敌T1，获得亚军。